# Университетская набережная (газета)
Университетская набережная (до 1988 года — «Челябинский университет») — вузовская газета Челябинского государственного университета для освещения событий учреждения и студенческой жизни.

## История
Первый номер газеты "Челябинский университет" вышел из печати 4 октября 1976 года. Главным редактором нового издания стал кандидат исторических наук Николай Борисович Цибульский.
В 1988 году газета сменила название на сегодняшнее - "Университетская набережная".
В 1998 году за газетой закрепился статус корпоративного издания, она стала полноцветной и стала выходить с периодичностью 2 раза в месяц, тираж издания увеличился до 6000 экземпляров. В 2012 году тираж стал 10000 экземпляров.
В 2001 году газета стала лауреатом Всероссийского конкурса студенческих газет, а также была признана лучшей вузовской многотиражкой Челябинской области.
В 2006 году на VIII Фестивале СМИ Челябинской области газета также была признана лучшей в области студенческой корпоративной газетой.
В 2011 году вышел 1000-й номер газеты.
В марте 2017 года газета кардинально сменила дизайн и стала выходить на 12 цветных полосах, тираж 5000 экземпляров.
В разгар пандемии, в мае 2020 года, спецвыпуск газеты "Военный дневник", приуроченный к 75-летию победы в Великой Отечественной войне, вышел тиражом 20000 экземпляров и доставлялся адресно ветеранам города Челябинска. Спецвыпуск "Военный дневник" стал ежегодным, в него входят воспоминания сотрудников, преподавателей, студентов и абитуриентов ЧелГУ о родственниках – ветеранах фронта и тыла.
В разные годы коллектив редакции возглавляли: В. С. Антипов, Е. Ю. Вяткина, Н. Г. Гавриш, С. Ерисова, Т. И. Лурье, А. Б. Невелев, Н. Д. Старкова, Н. Б. Цибульский; Д. Е. Филиппов.

## Деятельность
Наполнением номеров «Университетской Набережной» занимаются сами студенты университета. Они освещают деятельность университета, мероприятия и актуальные проблемы студенческой жизни. «Университетская Набережная» стала стартовой площадкой для многих журналистов Челябинска. В её архивах можно найти материалы Ирины Богдановой, Айвара Валеева, Нины Гавриш.
Для студентов первого курса факультета журналистики ЧелГУ прохождение непрерывной практики в вузовской газете является обязательным.

## Выходные данные
- Учредитель и издатель — ФГБОУ ВО "Челябинский государственный университет"
- Адрес издателя: г. Челябинск, ул. Братьев Кашириных, 129.
- Тираж 5.000 экземпляров. Распространяется бесплатно.

Главный редактор — Анастасия Куренкова, начальник управления по связям с общественностью ЧелГУ.
Газета содержит 12 цветных полос.